# Гецель, Эрнст Фёдорович
Эрнст Фёдорович Гецель (нем. Ernst Carl Franz Georg Hezel; 1791—1855) — российский геодезист, участник русско-персидской войны, начальник Военно-топографического училища, генерал-майор генерального штаба (1847).

## Биография
Родился 2 (13) февраля 1791 года.
В 1804—1809 годах учился в Дерптской гимназии, затем — на юридическом факультете Дерптского университета.
В 1816—1821 годах был помощником полковника К. И. Теннера на тригонометрической съёмке Виленской губернии, производил астрономические наблюдения. В 1822—1824 находился на триангуляции в Курляндии и в том же году состоял помощником астронома М. Г. Паукера в Митавской обсерватории.
В 1825 году — руководитель съёмки военных поселений в Ярославской и Вологодской губерниях. В 1826—1828 годах — начальник топографического отряда при Кавказском корпусе во время русско-персидской войны. В 1831—1833 годах находился на тригонометрической съёмке Минской губернии.
В 1833—1839 годах был начальником топографического отделения военно-топографического депо и инспектором школы топографов. В 1839—1845 годах — начальник Военно-топографического училища.
В 1845—1847 годах был основным помощником генерал-лейтенанта К. И. Теннера на триангуляции в царстве Польском. В 1847—1854 годах состоял в распоряжении военного министра и генерал-квартирмейстера Главного штаба, находился при военно-топографическом депо. Генерал-майор с 21 апреля 1847 года.
Умер 13 (25) февраля 1855 года. Похоронен на Смоленском лютеранском кладбище.

## Награды
- орден Св. Владимира 4-й ст. (19.03.1826)
- орден Св. Анны 2-й ст. (08.02.1829; императорская корона к ордену — 07.03.1836)